# 邵楩
邵楩（1503年—？），字良用，號甘澤，浙江杭州府仁和縣人，民籍，明朝政治人物。

## 生平
嘉靖十年（1531年）辛卯科浙江鄉試第五十一名舉人。嘉靖十七年（1538年）中式戊戌科會試第一百九十二名，登第三甲第一百九十四名進士。除南昌知县，勤敏莅政，令两吏读民詞，且聽且剖斷，略無遺失。時县乡绅熊恭肅有掌院之命，邵楩前往拜會，分庭抗禮，不为逊色，恭肅益以此高看之。及离任，百姓涕泣追送江边，不忍别。歷官山東按察司佥事、分巡濟南，三十六年（1557年）官福建按察司海道副使。

## 家族
曾祖邵惟政，贈文林郎大理寺評事；祖父邵琮，四川按察司副使進從三品階；父邵昺，母陳氏。严侍下。